# حارة حارة الخير (ذمار)
حارة حارة الخير هي إحدى حارات مدينة ذمار التابعة لمحافظة ذمار، بلغ تعداد سكانها 2,637 نسمة حسب تعداد اليمن لعام 2004.